# Rutherford (Einheit)
Rutherford (Einheitenzeichen: Rd) war eine vom National Bureau of Standards, Washington, D.C. USA, 1946 vorgeschlagene, international nicht eingeführte Einheit für die Aktivität eines radioaktiven Stoffes. Sie wurde nach dem Physiker Ernest Rutherford benannt.
1 Rd = 106 Becquerel (Bq) = 1 Megabecquerel (MBq)